# Vrijheid van dienstverlening
Vrijheid van dienstverlening betekent dat, indien een onderneming voldoet aan alle wet- en regelgeving binnen één EU-land, het ook mag opereren in andere EU-landen. Dit wordt mede mogelijk gemaakt door het oorspronglandbeginsel.
Zie ook:
- Schengenakkoorden